# Liste der Naturschutzgebiete im Landkreis Gifhorn
Im Landkreis Gifhorn gibt es 41 Naturschutzgebiete (Stand März 2025).
| Name des Gebietes                                          | Bild           | Kennung         | WDPA      | Landkreis / Stadt                      | Beschreibung / Bemerkungen | Standort | Fläche in Hektar                          | Jahr der Verordnung |
| ---------------------------------------------------------- | -------------- | --------------- | --------- | -------------------------------------- | -------------------------- | -------- | ----------------------------------------- | ------------------- |
| Allertal im städtischen Bereich von Gifhorn                | weitere Bilder | BR 160          |           | Landkreis Gifhorn                      |                            | Position | 35                                        | 2019                |
| Allertal zwischen Gifhorn (B 4) und Flettmar (Kreisgrenze) | weitere Bilder | BR 145          | 555588648 | Landkreis Gifhorn                      |                            | Position | 1167                                      | 2014                |
| Allertal zwischen Gifhorn und Wolfsburg                    | weitere Bilder | BR 146          | 555588649 | Landkreis Gifhorn, Stadt Wolfsburg     |                            | Position | 895,1 (davon 828,1 im Landkreis Gifhorn)  | 2014                |
| Barnbruch                                                  | weitere Bilder | BR 075          | 30106     | Landkreis Gifhorn, Stadt Wolfsburg     |                            | Position | 1200 (davon 570 im Landkreis Gifhorn)     | 1986                |
| Barnbruchswiesen und Ilkerbruch                            |                |                 |           | Stadt Wolfsburg, Landkreis Gifhorn     |                            | Position | 714 (davon 66 im Landkreis Gifhorn)       | 2021                |
| Bokeler Heide                                              |                | BR 025          | 81437     | Landkreis Gifhorn                      |                            | Position | 19,12                                     | 1968                |
| Bornbruchsmoor                                             | weitere Bilder | BR 073          | 162502    | Landkreis Gifhorn                      |                            | Position | 109,25                                    | 1986                |
| Bösebruch                                                  |                | BR 074          | 162517    | Landkreis Gifhorn                      |                            | Position | 195                                       | 1986                |
| Bullenkuhle                                                | weitere Bilder | BR 023          | 81486     | Landkreis Gifhorn                      |                            | Position | 2,29                                      | 2007                |
| Derenmoor                                                  | weitere Bilder | BR 032          | 81518     | Landkreis Gifhorn                      |                            | Position | 82,13                                     | 1981                |
| Erweiterungsflächen Vogelmoor                              |                | BR 133          | 378077    | Landkreis Gifhorn                      |                            | Position | 156,42                                    | 2007                |
| Fahle Heide, Gifhorner Heide                               | weitere Bilder | BR 113          | 163017    | Landkreis Gifhorn                      |                            | Position | 352,07                                    | 2014                |
| Gagelstrauchbestand bei Vorhop                             |                | BR 021          | 81709     | Landkreis Gifhorn                      |                            | Position | 21,5                                      | 1980                |
| Giebelmoor                                                 | weitere Bilder | BR 016          | 163241    | Landkreis Gifhorn                      |                            | Position | 667,23                                    | 1992                |
| Gilder Meerbergsmoor                                       | weitere Bilder | BR 144          | 555560678 | Landkreis Gifhorn                      |                            | Position | 9,17                                      | 2013                |
| Großes Moor                                                | weitere Bilder | BR 051          | 30107     | Landkreis Gifhorn                      |                            | Position | 2720                                      | 1984                |
| Heiliger Hain                                              | weitere Bilder | BR 022          | 81856     | Landkreis Gifhorn                      |                            | Position | 56,27                                     | 2013                |
| Ise mit Nebenbächen                                        |                | BR 156          |           | Landkreis Gifhorn, Landkreis Uelzen,   |                            | Position | 839,8                                     | 2018                |
| Kaiserwinkel                                               | weitere Bilder | BR 085          | 163973    | Landkreis Gifhorn                      |                            | Position | 407                                       | 1990                |
| Kranichsmoorsee                                            | weitere Bilder | BR 049          | 164235    | Landkreis Gifhorn                      |                            | Position | 15,77                                     | 1982                |
| Laubwälder zwischen Braunschweig und Wolfsburg             | weitere Bilder | BR 176          |           | Landkreis Helmstedt, Landkreis Gifhorn |                            | Position | 1022 (davon 1,7 im Landkreis Gifhorn)     | 2021                |
| Lutter                                                     | weitere Bilder | LÜ 277          | 378119    | Landkreis Celle, Landkreis Gifhorn     |                            | Position | 2451 (davon 497,7 im Landkreis Gifhorn)   | 2007                |
| Maaßel                                                     |                | BR 052          |           | Landkreis Gifhorn                      |                            | Position | 192,88                                    | 2019                |
| Mittlere Ohreaue                                           | weitere Bilder | BR 134          | 378122    | Landkreis Gifhorn                      |                            | Position | 84                                        | 2007                |
| Niederungsbereich Oerrelbach                               | weitere Bilder | BR 132          | 378135    | Landkreis Gifhorn                      |                            | Position | 135,82                                    | 2017                |
| Nördliche Okeraue zwischen Hülperode und Neubrück          | weitere Bilder | BR 099          | 164841    | Landkreis Gifhorn, Landkreis Peine     |                            | Position | 249,13 (davon 195,6 im Landkreis Gifhorn) | 2014                |
| Nördlicher Drömling                                        | weitere Bilder | BR 162          |           | Landkreis Gifhorn                      |                            | Position | 1113                                      | 2019                |
| Obere Lachte, Kainbach, Jafelbach                          | weitere Bilder | BR 098          | 164865    | Landkreis Gifhorn                      |                            | Position | 1103                                      | 2017                |
| Obere Ohre / Landwehr von Rade                             |                | BR 151          |           | Landkreis Gifhorn                      |                            | Position | 44,57                                     | 2017                |
| Oberer Gosebach                                            |                | LÜ 365          |           | Landkreis Uelzen, Landkreis Gifhorn    |                            | Position | 5                                         | 2020                |
| Ohreaue bei Altendorf und Brome                            | weitere Bilder | BR 062          | 164935    | Landkreis Gifhorn                      |                            | Position | 87,28                                     | 2017                |
| Okeraue bei Didderse                                       | weitere Bilder | BR 136          | 389963    | Landkreis Gifhorn, Landkreis Peine     |                            | Position | 188,01                                    | 2009                |
| Okeraue bei Volkse                                         | weitere Bilder | BR 135          | 389964    | Landkreis Gifhorn                      |                            | Position | 495,68                                    | 2009                |
| Okeraue zwischen Meinersen und Müden (Aller)               | weitere Bilder | BR 143          | 555546337 | Landkreis Gifhorn                      |                            | Position | 268,4                                     | 2011                |
| Politz und Hegholz                                         | weitere Bilder | BR 163          |           | Landkreis Gifhorn, Landkreis Helmstedt |                            | Position | 484,4                                     | 2020                |
| Rössenbergheide – Külsenmoor                               | weitere Bilder | BR 067          | 165223    | Landkreis Gifhorn                      |                            | Position | 240,73                                    | 2015                |
| Schnuckenheide                                             | weitere Bilder | BR 027          | 165453    | Landkreis Gifhorn                      |                            | Position | 20,53                                     | 1975                |
| Schulenburgscher Drömling                                  |                | BR 159          |           | Landkreis Gifhorn                      |                            | Position | 519                                       | 2019                |
| Schweimker Moor und Lüderbruch                             |                | LÜ 172 / BR 053 | 165523    | Landkreis Gifhorn, Landkreis Uelzen    |                            | Position | 834 (davon 318 im Landkreis Gifhorn)      | 1989                |
| Viehmoor                                                   | weitere Bilder | BR 018          | 82781     | Landkreis Gifhorn                      |                            | Position | 302                                       | 1979                |
| Vogelmoor                                                  | weitere Bilder | BR 026          | 82813     | Landkreis Gifhorn                      |                            | Position | 133,5                                     | 2017                |